# Daniel O'Connell
Daniel O'Connell (Cahersiveen, 6. kolovoza 1775. – Genova, 15. svibnja 1847.) - irski politički vođa u prvom dijelu 19. stoljeća. Zalagao se za katolicizam. Bio je i odvjetnik, član parlamenta, dominantna figura u Irskoj toga vremena.
Bio je branitelj zlostavljanog irskog katoličkog stanovništva, borio se za tzv. katoličku emancipaciju, za ukidanje Kaznenog zakona u Irskoj, koji je u 17. i 18. stoljeću, snažno diskriminirao irske katolike, puno više nego nego anglikanaca. Borio se i za ukidanje političkog saveza između Irske i Velike Britanije.
U Irskoj je zapamćen kao pokretač nenasilnoga oblika irskog nacionalizma. Poticao je i okupljao katoličke zajednice, da kao politička snaga prekinu diskriminaciju.
Podignut mu je spomenik u Dublinu i u drugim mjestima. Njegov lik nalazio se na novčanicama i poštanskim markama.